# Committee for Skeptical Inquiry
Committee for Skeptical Inquiry (CSI; wcześniej: Committee for the Scientific Investigation of Claims of the Paranormal, CSICOP) – organizacja typu non-profit założona w Stanach Zjednoczonych, której zadaniem statutowym jest „prowadzenie krytycznych dochodzeń w sprawach paranormalnych, pseudonauk, weryfikacja hipotez odpowiednio z naukowego punktu widzenia oraz przedstawianie faktycznych informacji o wynikach tych dochodzeń społeczności naukowej i opinii publicznej”

## Historia i profil działalności
Komitet został założony w 1976 roku przez Paula Kurtza celem przeciwdziałania bezkrytycznej akceptacji i szerzeniu niezweryfikowanych informacji nt. zjawisk paranormalnych przez media i wśród społeczeństwa. Założenie filozoficzne organizacji bliskie jest naukowemu sceptycyzmowi. Wśród członków CSI znajduje się wielu uznanych naukowców, laureatów Nagrody Nobla, filozofów, nauczycieli, publicystów oraz celebrytów. Siedziba organizacji znajduje się w Amherst, w stanie Nowy Jork.